# Kościół Narodzenia Najświętszej Maryi Panny w Starej Błotnicy
Kościół pw. Narodzenia Najświętszej Maryi Panny w Starej Błotnicy – zabytkowa, neobarokowa świątynia wzniesiona w latach 1759–1913, kościół parafialny parafii Narodzenia NMP, Sanktuarium Matki Bożej Pocieszenia.

## Historia
Świątynia została wzniesiona na wczesnośredniowiecznym grodzisku, w miejscu drewnianego kościoła pw. św. Piotra Apostoła. Inicjatorem budowy i fundatorem murowanego kościoła był ks. Sebastian Saryusz Skórkowski (1718–1781), proboszcz błotnicki i kurator parafii w Jankowicach. Architektem świątyni był, pochodzący ze Śląska, Józef Krępski.
Prace budowlane, rozpoczęte w 1759 r., przerwała śmierć ks. Skórkowskiego, finansującego budowę. W chwili przerwania robót, wzniesiono mury i wieże do wysokości korony, które przykryto dachem z modrzewiowej więźby i gontu.
Prace budowlane wznowiono, dzięki staraniom ks. Teofila Jakubowskiego, w 1852 r. pod kierunkiem radomskiego architekta Antoniego Kaspra Wąsowskiego (1818–1897).
Do 1868 r. ukończono sklepienia, dach i południową wieżę. Wtedy to też rozebrano drewniany kościół, wokół którego wzniesiono mury nowej świątyni.
W 1868 r. ówczesny biskup sandomierski Michał Józef Juszyński dokonał konsekracji kościoła. Po śmierci ks. Jakubowskiego w 1888 r. budowę kontynuował ks. Adolf Machnicki (1843–1913). Prace wykończeniowe zakończono w 1913 r.
Od 8 września 2000 r. sanktuarium opiekują się ojcowie paulini. W 2001 r., z inicjatywy o. Jana Poteralskiego, przeprowadzono remont wieży północnej.

## Dzwony
W wieży północnej zawieszone są trzy dzwony pochodzące z 1545 r. (z fundacji ks. Feliksa Dzika, proboszcza błotnickiego od 1531 r.), 1596 r. oraz 1840 r. Sygnaturka pochodzi z 1847 r. W latach 1976–1977, staraniem ks. kan. Józefa Gałana, przeprowadzono renowację świątyni.

## Wyposażenie
Neoklasycystyczny ołtarz wielki, projektu Antoniego Wąsowskiego, został wykonany przez warszawskiego snycerza Józefa Fettera, który wykonał także ambonę. Polichromie zostały wykonane przez Kazimierza Alchimowicza w latach 1908-1910. W nawie głównej znajduje się obraz Matki Bożej Pocieszenia pochodzący najprawdopodobniej z XVI w., który został koronowany 21 sierpnia 1977 r. przez kard. Karola Wojtyłę.

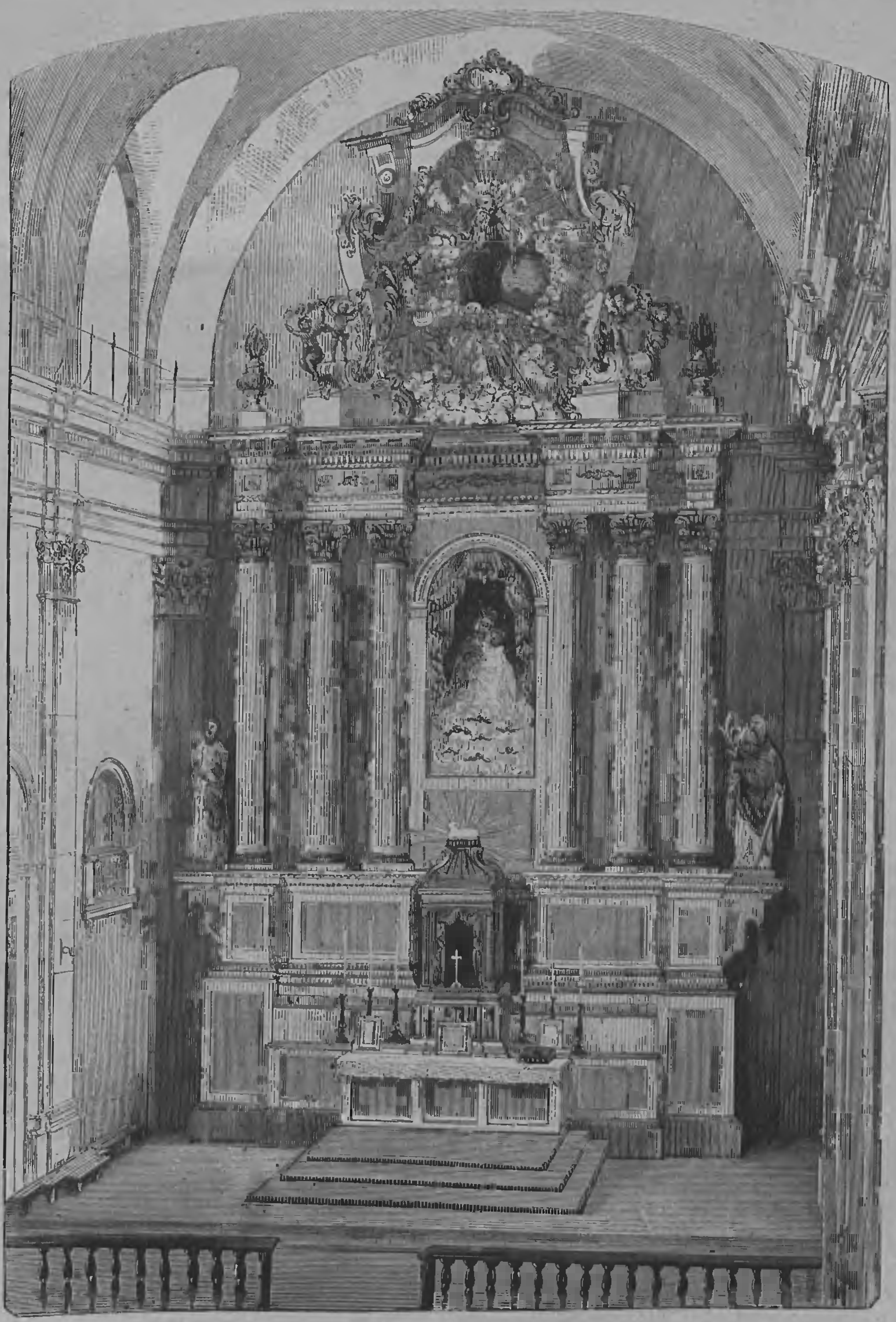
Ołtarz wielki. Szkic z 1869 r.
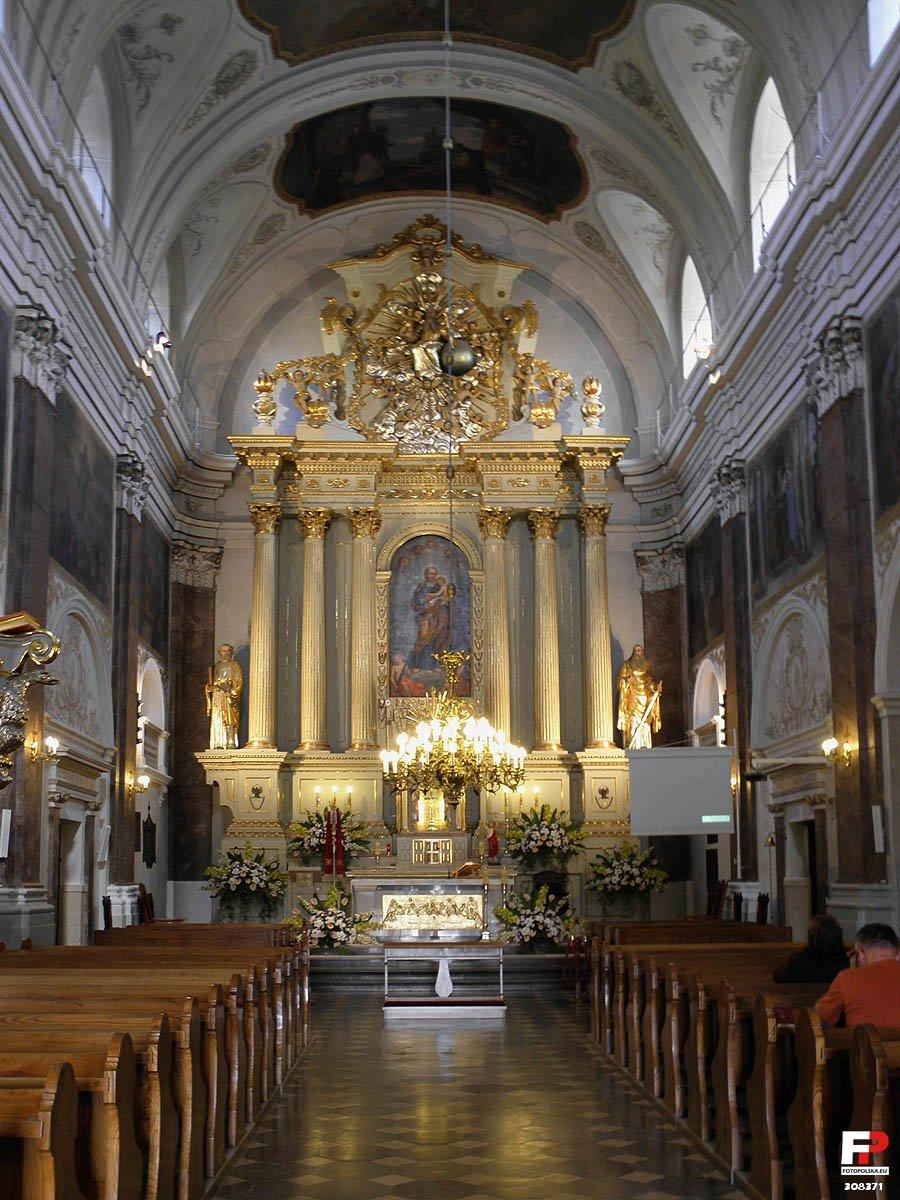
Ołtarz główny świątyni
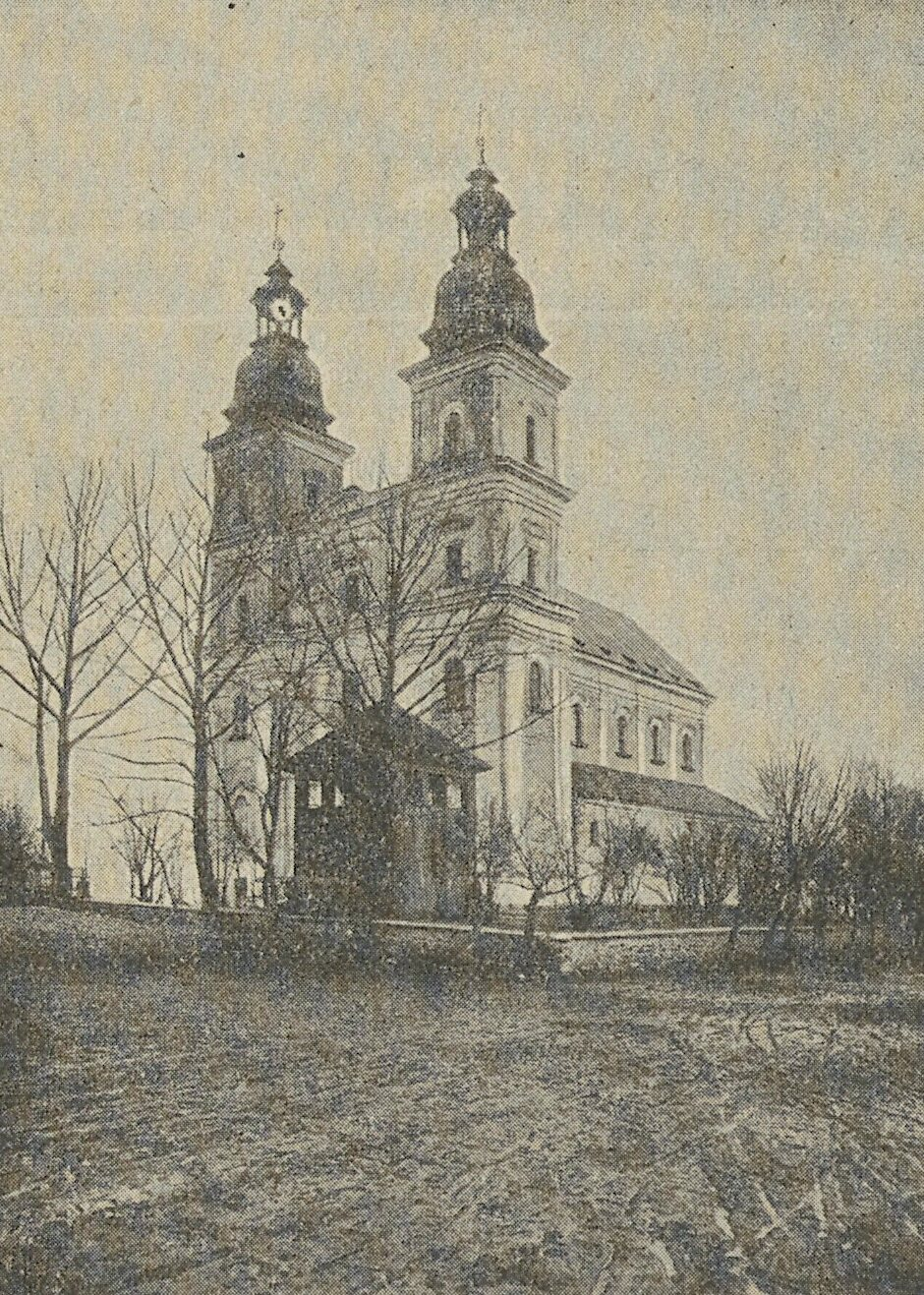
Kościół przed 1911